# Hästgrundet, Raseborg
Hästgrundet är en ö i Finland. Den ligger i Finska viken och i kommunen Raseborg i landskapet Nyland, i den södra delen av landet. Ön ligger omkring 69 kilometer väster om Helsingfors.
Öns area är 3,9 hektar och dess största längd är 310 meter i öst-västlig riktning. Närmaste större samhälle är Karis, 14,4 km nordväst om Hästgrundet.